# Yoshiko Nishitani
Yoshiko Nishitani (西谷祥子, Nishitani Yoshiko), née le 2 octobre 1943 à Kōchi, préfecture de Kōchi, est une mangaka japonaise.
Spécialisée dans les shōjo manga, elle est connue pour avoir créé les premières histoires d'amour adolescentes, qui deviendra plus tard le genre dominant du shōjo.

## Carrière
Yoshiko Nishitani commence sa carrière en 1964 avec son manga Haruko no Mita Yume (春子のみた夢) pré-publié dans le magazine Bessatsu Margaret. Dans ses mangas elle reprend et développe une esthétique émotive et décorative dans la lignée des artistes Jun'ichi Nakahara et Macoto Takahashi basée sur l'Art nouveau et l'Art déco, avec des personnages qui possèdent de grands yeux détaillés, des cheveux bouclés et vêtements à froufrous.,,.
Son premier succès est son manga Mary Lou (マリィ・ルウ) pré-publié en 1965 dans le magazine Margaret. Ce manga est considéré comme étant la première histoire d'amour adolescente du shōjo manga. Mary Lou séduit rapidement le public vieillissant — entrant dans l'adolescence — du shōjo. Toutefois Mary Lou — à l'instar de la majorité des shōjo de l'époque — se déroule encore dans un Occident fantasmé et idéalisé, il faut attendre le manga suivant de l'auteur, Lemon and Cherry (レモンとサクランボ, Remon to Sakuranbo) en 1966, pour voir ces histoires d'amour se déplacer vers le Japon contemporain, un contexte où les lecteurs sont plus à même de s'identifier. Les mangas de Nishitani sont aussi réputés pour la profondeur des personnages, particulièrement des personnages masculins — qui jusqu'à présent avaient souvent un rôle en une dimension de frère ou d'ami de la protagoniste.
La carrière de Nishitani a ainsi une grande influence sur les artistes ultérieurs du shōjo : son esthétique influencera des auteurs tels que Nanae Sasaya, le développement de ses personnages, notamment masculins, sera approfondi par le Groupe de l'an 24, quant aux histoires d'amour adolescentes, elle sera rapidement rejointe par d'autres auteurs comme Hideko Mizuno, Yukari Ichijō puis alimentera pendant les années 1970 les auteurs dites « otomechikku » que sont A-ko Mutsu, Yumiko Tabuchi, Hideko Tachikake ou encore Mariko Iwadate, avant de devenir le genre dominant du shōjo.